# Esgrima nos Jogos Olímpicos de Verão de 2020 - Espada por equipes masculino
A competição de espada por equipes masculino da esgrima nos Jogos Olímpicos de Verão de 2020 ocorreu em 30 de julho de 2021 no Makuhari Messe, em Chiba, localizado na Região Metropolitana de Tóquio. Um total de 34 esgrimistas de 9 Comitês Olímpicos Nacionais (CON) participaram do evento.

## Qualificação
Cada Comitê Olímpico Nacional (CON) poderia inscrever uma equipe de três esgrimistas no evento (com a opção de um esgrimista adicional). Esses esgrimistas também se qualificaram automaticamente para o evento individual.
Existiam oito vagas disponíveis para a espada por equipes masculina, sendo alocadas de acordo com o ranking mundial por equipes da Federação Internacional de Esgrima de 5 de abril de 2021. Os quatro primeiros colocados, independentemente da zona geográfica, se qualificaram diretamente (França, Itália, Ucrânia e Suíça). As próximas quatro vagas foram alocadas para que cada continente fosse representado, desde que o CON estivesse entre os 16 primeiros no ranking. As vagas foram para a Coreia do Sul (Ásia/Oceania), Estados Unidos (Américas) e ROC (Europa); nenhum time da África estava entre os 16 primeiros, então a vaga foi realocada para o próximo melhor time independentemente do continente (China). Além disso, como o Japão qualificou um esgrimista na espada masculina por meio da qualificação individual, o CON usou duas vagas de anfitrião para completar uma equipe de espada masculina.
Devido a pandemia de COVID-19, muitos dos eventos de qualificação para a esgrima acabaram adiados, movendo o encerramento do período de classificação para 5 de abril de 2021, em vez da data original de 4 de abril de 2020.

## Formato
O torneio de 2020 continuou a usar o formato de chaves de eliminação única, com jogos de classificação para definir todas as posições. Cada equipe compete com três esgrimistas em que todos se enfrentam, totalizando nove lutas de três minutos; a equipe vencedora é aquela que atingir primeiro o total de 45 pontos ou que estiver na liderança após o término das nove lutas. Regras padrão da espada em relação à área-alvo, golpe e prioridade são usadas.

## Calendário
Horário local (UTC+9)
| Data                | Tempo       | Fase |
| ------------------- | ----------- | --- |
| 30 de julho de 2021 | 10:00 18:30 | Oitavas de final Quartas de final Semifinais Disputa pelo 7º lugar Disputa pelo 5º lugar Disputa pelo bronze Final |

## Medalhistas
|  | JPN Japão                                            |  | ROC                                                   |  | KOR Coreia do Sul                                      |
|  | Koki Kano Kazuyasu Minobe Masaru Yamada Satoru Uyama |  | Sergey Bida Sergey Khodos Pavel Sukhov Nikita Glazkov |  | Park Sang-young Ma Se-geon Song Jae-ho Kweon Young-jun |

## Resultados
A competição foi disputada em formato eliminatório direto em apenas um dia, até a definição dos medalhistas.
|  | Oitavas de final   | Oitavas de final  |                   |    | Quartas de final    | Quartas de final    |    |  | Semifinais | Semifinais |  |  | Final | Final |
|  |                    |                   |                   |    |                     |                     |    |  |            |            |  |  |       |       |
|  |                    |                   |                   |    |                     |                     |    |  |            |            |  |  |       |       |
|  |                    |                   |                   |    |                     |                     |    |  |            |            |  |  |       |       |
|  |                    |                   |                   |    |                     |                     |    |  |            |            |  |  |       |       |
|  |                    |                   |                   |    |                     |                     |    |  |            |            |  |  |       |       |
|  |                    |                   |                   |    |                     |                     |    |  |            |            |  |  |       |       |
|  | FRA França         | 44                |                   |    |                     |                     |    |  |            |            |  |  |       |       |
|  | FRA França         | 44                |                   |    |                     |                     |    |  |            |            |  |  |       |       |
|  |                    |                   | JPN Japão         | 45 |                     |                     |    |  |            |            |  |  |       |       |
|  | USA Estados Unidos | 39                | JPN Japão         | 45 |                     |                     |    |  |            |            |  |  |       |       |
|  | USA Estados Unidos | 39                |                   |    |                     |                     |    |  |            |            |  |  |       |       |
|  | JPN Japão          | 45                |                   |    |                     |                     |    |  |            |            |  |  |       |       |
|  | JPN Japão          | 45                | JPN Japão         | 45 |                     |                     |    |  |            |            |  |  |       |       |
|  |                    |                   | JPN Japão         | 45 |                     |                     |    |  |            |            |  |  |       |       |
|  |                    | KOR Coreia do Sul | 38                |    |                     |                     |    |  |            |            |  |  |       |       |
|  |                    | KOR Coreia do Sul | 38                |    |                     |                     |    |  |            |            |  |  |       |       |
|  |                    |                   |                   |    |                     |                     |    |  |            |            |  |  |       |       |
|  |                    |                   |                   |    |                     |                     |    |  |            |            |  |  |       |       |
|  | KOR Coreia do Sul  | 44                |                   |    |                     |                     |    |  |            |            |  |  |       |       |
|  | KOR Coreia do Sul  | 44                |                   |    |                     |                     |    |  |            |            |  |  |       |       |
|  |                    |                   | SUI Suíça         | 39 |                     |                     |    |  |            |            |  |  |       |       |
|  |                    |                   | SUI Suíça         | 39 |                     |                     |    |  |            |            |  |  |       |       |
|  |                    |                   |                   |    |                     |                     |    |  |            |            |  |  |       |       |
|  |                    |                   |                   |    |                     |                     |    |  |            |            |  |  |       |       |
|  | JPN Japão          | 45                |                   |    |                     |                     |    |  |            |            |  |  |       |       |
|  | JPN Japão          | 45                |                   |    |                     |                     |    |  |            |            |  |  |       |       |
|  |                    | ROC               | 36                |    |                     |                     |    |  |            |            |  |  |       |       |
|  |                    | ROC               | 36                |    |                     |                     |    |  |            |            |  |  |       |       |
|  |                    |                   |                   |    |                     |                     |    |  |            |            |  |  |       |       |
|  |                    |                   |                   |    |                     |                     |    |  |            |            |  |  |       |       |
|  | UKR Ucrânia        | 35                |                   |    |                     |                     |    |  |            |            |  |  |       |       |
|  | UKR Ucrânia        | 35                |                   |    |                     |                     |    |  |            |            |  |  |       |       |
|  |                    |                   | CHN China         | 45 |                     |                     |    |  |            |            |  |  |       |       |
|  |                    |                   | CHN China         | 45 |                     |                     |    |  |            |            |  |  |       |       |
|  |                    |                   |                   |    |                     |                     |    |  |            |            |  |  |       |       |
|  |                    |                   |                   |    |                     |                     |    |  |            |            |  |  |       |       |
|  | CHN China          | 38                |                   |    |                     |                     |    |  |            |            |  |  |       |       |
|  | CHN China          | 38                |                   |    |                     |                     |    |  |            |            |  |  |       |       |
|  |                    | ROC               | 45                |    | Disputa pelo bronze | Disputa pelo bronze |    |  |            |            |  |  |       |       |
|  |                    | ROC               | 45                |    | Disputa pelo bronze | Disputa pelo bronze |    |  |            |            |  |  |       |       |
|  |                    |                   |                   |    |                     |                     |    |  |            |            |  |  |       |       |
|  |                    |                   |                   |    |                     |                     |    |  |            |            |  |  |       |       |
|  | ROC                | 45                | KOR Coreia do Sul | 45 |                     |                     |    |  |            |            |  |  |       |       |
|  | ROC                | 45                | KOR Coreia do Sul | 45 |                     |                     |    |  |            |            |  |  |       |       |
|  |                    |                   | ITA Itália        | 34 |                     | CHN China           | 42 |  |            |            |  |  |       |       |
|  |                    |                   | ITA Itália        | 34 |                     | CHN China           | 42 |  |            |            |  |  |       |       |
|  |                    |                   |                   |    |                     |                     |    |  |            |            |  |  |       |       |
|  |                    |                   |                   |    |                     |                     |    |  |            |            |  |  |       |       |
|  |                    |                   |                   |    |                     |                     |    |  |            |            |  |  |       |       |

Classificação 5º–8º lugar
|  | Classificação 5º–8 | Classificação 5º–8 |                       |    | Disputa pelo 5º lugar | Disputa pelo 5º lugar |
|  |                    |                    |                       |    |                       |                       |
|  |                    |                    |                       |    |                       |                       |
|  |                    |                    |                       |    |                       |                       |
|  | FRA França         | 45                 |                       |    |                       |                       |
|  | FRA França         | 45                 |                       |    |                       |                       |
|  | SUI Suíça          | 37                 |                       |    |                       |                       |
|  | SUI Suíça          | 37                 | FRA França            | 45 |                       |                       |
|  |                    |                    | FRA França            | 45 |                       |                       |
|  |                    | UKR Ucrânia        | 39                    |    |                       |                       |
|  | UKR Ucrânia        | UKR Ucrânia        | 39                    | 45 |                       |                       |
|  | UKR Ucrânia        |                    |                       | 45 |                       |                       |
|  | ITA Itália         | 39                 |                       |    |                       |                       |
|  | ITA Itália         | 39                 | Disputa pelo 7º lugar |    |                       |                       |
|  |                    |                    |                       |    |                       |                       |
|  |                    |                    |                       |    |                       |                       |
|  |                    |                    |                       |    |                       |                       |
|  | SUI Suíça          | 34                 |                       |    |                       |                       |
|  | SUI Suíça          | 34                 |                       |    |                       |                       |
|  | ITA Itália         | 36                 |                       |    |                       |                       |

## Classificação final
| Pos.              | CON                | Esgrimistas                                                    |
| ----------------- | ------------------ | -------------------------------------------------------------- |
| Medalha de ouro   | JPN Japão          | Koki Kano Kazuyasu Minobe Masaru Yamada Satoru Uyama           |
| Medalha de prata  | ROC                | Sergey Bida Sergey Khodos Pavel Sukhov Nikita Glazkov          |
| Medalha de bronze | KOR Coreia do Sul  | Park Sang-young Ma Se-geon Song Jae-ho Kweon Young-jun         |
| 4                 | CHN China          | Dong Chao Lan Minghao Wang Zijie                               |
| 5                 | FRA França         | Alexandre Bardenet Yannick Borel Romain Cannone Ronan Gustin   |
| 6                 | UKR Ucrânia        | Ihor Reizlin Bohdan Nikishyn Roman Svichkar Anatoliy Herey     |
| 7                 | ITA Itália         | Andrea Santarelli Enrico Garozzo Gabriele Cimini Marco Fichera |
| 8                 | SUI Suíça          | Max Heinzer Lucas Malcotti Michele Niggeler Benjamin Steffen   |
| 9                 | USA Estados Unidos | Jacob Hoyle Curtis McDowald Yeisser Ramirez                    |